# يابانيون
اليابانيون (日本人 nihonjin) هم أمم ومجموعات عرقية شرق آسيوية ترجع في أصولها إلى الأرخبيل الياباني

 وهم يشكلون ما يقارب 97.4% من عدد السكان في اليابان. و129 مليون شخص حول العالم هم من أصول يابانية؛ 125 مليون شخص منهم يقطن فقط في اليابان.
 وهناك نحو حوالي 4 ملايين من ذو الأصول اليابانية الذين يعيشون خارج اليابان يطلق عليهم باليابانية (日系人?)
 والتي تعني اليابانيين في الشتات.
في بعض السياقات، قد يُستخدم مصطلح "الشعب الياباني" للإشارة تحديدًا إلى شعب ياماتو، الذين ينحدرون أساسًا من الجزر الرئيسية تاريخيًا في هونشو وكيوشو وشيكوكو، ويشكلون أكبر مجموعة على الإطلاق. في سياقات أخرى، قد يشمل المصطلح مجموعات أخرى أصلية في الأرخبيل الياباني، بما في ذلك شعب ريوكيوان، الذين يشتركون في صلات مع ياماتو ولكن غالبًا ما يُنظر إليهم على أنهم متميزون، وشعب الأينو.  في العقود الأخيرة، كان هناك أيضًا زيادة في عدد الأشخاص ذوي الجذور اليابانية وغير اليابانية، بما في ذلك نصف الشعب الياباني.

## التاريخ

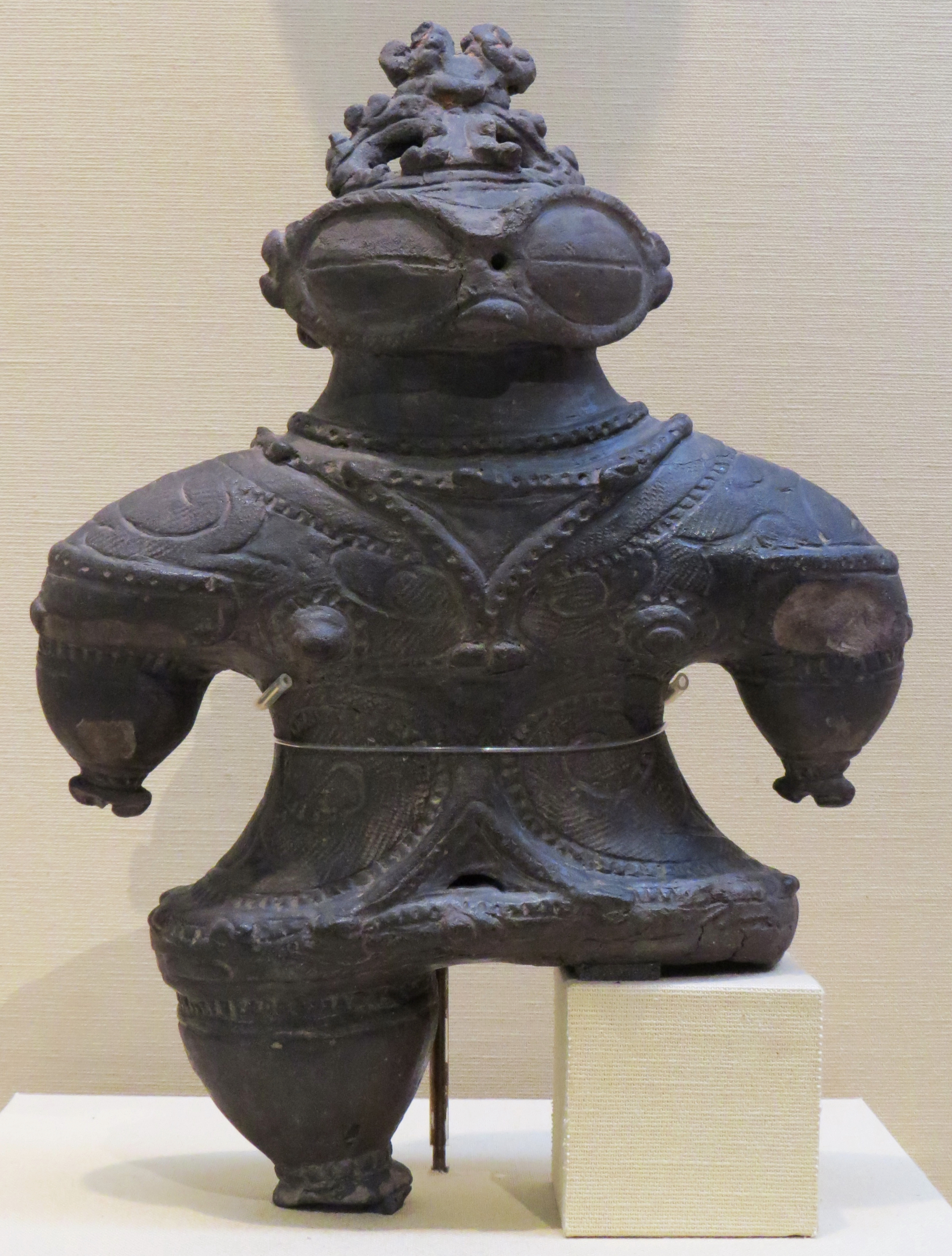
شاكوكي-دوغو (遮光器土偶) (1000-400 قبل الميلاد)، تمثال صغير من نوع "النظارة ذات العينين". متحف طوكيو الوطني

تشير الأدلة الأثرية إلى أن سكان العصر الحجري عاشوا في الأرخبيل الياباني خلال العصر الحجري القديم بين 39,000 و21,000 عام مضت. وكانت اليابان آنذاك متصلة ببر آسيا الرئيسي عبر جسر بري واحد على الأقل، وعبر إليها الصيادين الرحل. وقد عُثر في اليابان على أدوات من الصوان وأدوات عظمية تعود إلى تلك الحقبة.
إستوطن الجومون اليابان فيما يسمى حاليا طوكيو وتحولت لملكية الإمبراطور ثم سقطت في يد المحاربين القادمين من المناطق الشرقية المعروفين وقتها باسم كاما كورا.
ومنذ هذا الوقت أصبحت المدينة عاصمة لهم باسم ايدو ثم حولها الإمبراطور إلى عاصمة البلاد بدلاً من كيوتو.

## اللغة
اللغة اليابانية هي من اللغات اليابانية ولها علاقة بلغات جزر ريوكيو، كانت تعتبر لغة معزولة ويرجع أول استخدام مثبت لليابانية القديمة إلى القرن الثامن بعد الميلاد. يتميز نطق اللغة اليابانية بعدد صغير نسبيا من فونيمات الصوائت، وتتضمن التشديد ونظام نبر يتعلق بالحدة. يتكون نظام الكتابة باللغة اليابانية الحديثة من الهيراغانا، الكاتاكانا، والكانجي كما تتضمن اللغة كلمات أصلية وعددا كبير من الكلمات المستمدة من اللغة الصينية، وتنتشر عدة لهجات للغة باليابان.

## الدين
البوذية، شنتو، الديانة اليابانية الجديدة والمسيحية، بالإضافة إلى عدة ديانات أخرى.

## روابط خارجية
- كتاب حقائق عن العالم 2006
- The Association of Nikkei & Japanese Abroad
- Discover Nikkei- Information on Japanese emigrants and their descendants
- Jun-Nissei Literature and Culture in Brazil
- The Ministry of Foreign Affairs of Japan
- The National Museum of Japanese History
- Japanese society and culture
- Dekasegi and their issues living in Japan